# Droga wojewódzka 601
Die Droga wojewódzka 601 (DW601) ist eine Woiwodschaftsstraße in  Polen und verläuft in der südlichen  Mitte der Woiwodschaft Ermland-Masuren. Auf einer Länge von sechs Kilometern durchzieht sie das Gebiet der Landgemeinde Piecki im Powiat Mrągowski und verbindet Babięta und Prusinowo  mit Nawiady. Außerdem stellt sie eine Verbindung her zwischen den Landesstraßen DK58 und DK59 und bietet sich auch als eine Abkürzung der Strecke Szczytno (Ortelsburg) und Mrągowo (Sensburg) an.

## Straßenverlauf der Droga wojewódzka 601
Woiwodschaft Ermland-Masuren:
Powiat Mrągowski:
- Babięta (Babienten/Babenten) (→ DK58: Olsztynek–Szczytno ↔ Ruciane-Nida–Pisz–Biała Piska–Szczuczyn)
- Prusinowo (Pruschinowen/Preußental)
- Nawiady (Aweyden) (→ DK59: Giżycko–Ryn–Mrągowo ↔ Stare Kiełbonki–Rozogi)